# Roslin Hashim
Muhammad Roslin Hashim (* 23. Oktober 1975 in Kota Bharu, Kelantan, Malaysia) ist ein ehemaliger Badmintonspieler  aus Malaysia. Muhammad Hafiz Hashim ist sein Bruder.

## Karriere
Roslin Hashim spielte bei Olympia 2004 im Herreneinzel, verlor dort jedoch in der 1. Runde gegen den späteren Bronzemedaillengewinner Sony Dwi Kuncoro aus Indonesien. 2001 wurde sein erfolgreichstes Jahr, als er die Japan Open und die Swiss Open gewann. Bei der Badminton-Weltmeisterschaft 1997 stand er im Viertelfinale.

## Sportliche Erfolge
| Saison | Veranstaltung     | Disziplin    | Platz | Name                          |
| ------ | ----------------- | ------------ | ----- | ----------------------------- |
| 1995   | Südostasienspiele | Mixed        | 3     | Roslin Hashim / Chor Hooi Yee |
| 1998   | Dutch Open        | Herreneinzel | 1     | Roslin Hashim                 |
| 1998   | Japan Open        | Herreneinzel | 5     | Roslin Hashim                 |
| 1998   | Hongkong Open     | Herreneinzel | 5     | Roslin Hashim                 |
| 1999   | Südostasienspiele | Herreneinzel | 3     | Roslin Hashim                 |
| 1999   | Taiwan Open       | Herreneinzel | 5     | Roslin Hashim                 |
| 2000   | Indonesia Open    | Herreneinzel | 3     | Roslin Hashim                 |
| 2000   | Japan Open        | Herreneinzel | 3     | Roslin Hashim                 |
| 2001   | All England       | Herreneinzel | 3     | Roslin Hashim                 |
| 2001   | Südostasienspiele | Herreneinzel | 1     | Roslin Hashim                 |
| 2001   | Japan Open        | Herreneinzel | 1     | Roslin Hashim                 |
| 2001   | Swiss Open        | Herreneinzel | 1     | Roslin Hashim                 |
| 2003   | Weltmeisterschaft | Herreneinzel | 5     | Roslin Hashim                 |
| 2003   | All England       | Herreneinzel | 3     | Roslin Hashim                 |
| 2003   | Südostasienspiele | Herreneinzel | 3     | Roslin Hashim                 |
| 2004   | Olympia           | Herreneinzel | 17    | Roslin Hashim                 |
| 2004   | Swiss Open        | Herreneinzel | 3     | Roslin Hashim                 |
| 2007   | Vietnam Open      | Herreneinzel | 1     | Roslin Hashim                 |
| 2008   | Penang Open       | Herreneinzel | 1     | Roslin Hashim                 |